# Teorias conspiratórias maçônicas

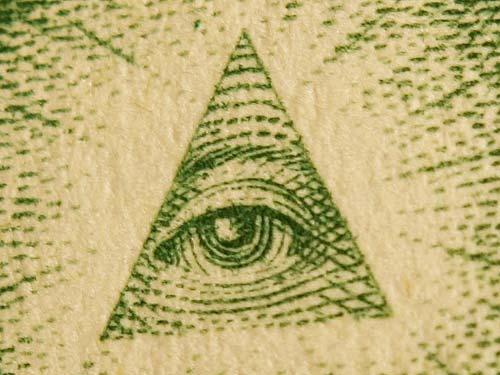
O olho que tudo vê, alegoria do poder oculto atribuído a Maçonaria.

Teorias conspiratórias maçônicas são teorias conspiratórias envolvendo a Maçonaria; centenas de tais teorias conspiratórias têm sido descritas desde o final dos anos 1700. Geralmente, essas teorias podem ser classificadas em três categorias distintas: políticas (normalmente envolvendo alegações de controle do governo, especialmente nos EUA e Reino Unido), religiosas (normalmente envolvendo acusações de anticristianismo ou crenças e práticas satânicas) e culturais (normalmente envolvendo o entretenimento popular). Muitos escritores de teorias conspiratórias têm ligado os maçons (e os Cavaleiros Templários) com a adoração do diabo, essas ideias foram baseadas em interpretações erradas das doutrinas das referidas organizações.
Entre as alegações de que Maçonaria exerce controle sobre a política, talvez o exemplo mais conhecido é a teoria da Nova Ordem Mundial, mas existem outras. Estes envolvem principalmente aspectos e agências do governo dos Estados Unidos, mas também eventos reais fora dos EUA (tais como o escândalo na Itália da Propaganda Dois) são frequentemente utilizados para dar credibilidade a essas reivindicações.
Outro conjunto de teorias tem a ver com a maçonaria e religião, nomeadamente no que diz respeito ao envolvimento da Maçonaria com o "oculto". Estas teorias têm suas origens na Fraude de Taxil. Para além destas, existem várias teorias que incidem sobre a incorporação de símbolos em outros itens ordinários, tais como padrões de rua, selos nacionais, etc.
Existem teorias conspirativas maçônicas que lidam com todos os aspectos da sociedade. A maioria destas teorias são baseadas em um ou mais dos seguintes pressupostos:
- Que a Maçonaria é a sua própria religião e requer uma crença no "deus" maçônico que é diferente dos princípios da crença cristã.
- Que o 33º grau do Rito Escocês é mais do que um grau honorário, juntamente com a crença de que a maioria dos maçons não têm conhecimento dos segredos ocultos ou corpos prejudiciais  dentro de sua organização que governam eles, conduzem-os ao ritual oculto, ou o controle de vários cargos de poder governamentais.[5]
- Que existe um órgão centralizado a nível mundial que controla todos os maçons das Grandes Lojas, e assim, todos os atos da Maçonaria mundial em uma forma unificada.

## Lista de teorias de conspiração associadas com a Maçonaria
As teorias de conspiração mais notáveis que envolvem a Maçonaria incluem:

### Políticas
- A Maçonaria se sobrepõe, ou é controlada, pelos Illuminati, especialmente nos graus mais elevados, e que secretamente controla muitos aspectos importantes da sociedade e do governo e que estão trabalhando para estabelecer a Nova Ordem Mundial.[6][7][8][9][10][11][12][13][14] Algumas teorias de conspiração envolvendo os maçons e os Illuminati também incluem os cavaleiros templários e os judeus como parte do suposto plano de controle universal da sociedade. Este tipo de teoria conspiratória foi descrita logo em 1792 por vários autores, principalmente Augustin Barruel e John Robison com início na França e na Escócia.

- Os maçons têm secretamente conspirado para criar uma sociedade baseada nos ideais revolucionários de liberdade, igualdade e fraternidade, separação da Igreja e do Estado e (na Alemanha nazista) de uma parcela judaica para a tolerância religiosa.[15]
- Que a maçonaria é uma frente judaica para a dominação mundial, ou seja, pelo menos, é controlada pelos judeus para este objetivo. Um exemplo disto seria o famoso (e amplamente considerado fraudulento) Os Protocolos dos Sábios de Sião. Hitler proibiu a Maçonaria particularmente por este motivo.[16] O movimento islâmico Palestino Hamas afirma que a maçonaria é uma "sociedade secreta" fundada por parte de uma parcela sionista para controlar o mundo.[17]
- Que os maçons realizam reuniões com políticos e empresários influentes no Bohemian Club e que uma estátua de uma coruja (supostamente um símbolo maçônico) é adorado nessas reuniões.[18][19]
- A Maçonaria persegue Comunistas e seria o principal braço de investigação e execução dos serviço secretos dos Estados Unidos e Inglaterra. Na Ditadura Militar, seus membros teriam se infiltrado em organizações na luta armada e revelado a identidade de vários lideres opositores aos militares. A morte de Carlos Lacerda seria diretamente ligada a investigação de espiões maçônicos. Estão infiltrados nos grandes partidos de esquerda do Brasil e do mundo e conhecem seus planos de revolução passiva (ver Antonio Gramsci) em detalhes.

### Religiosas

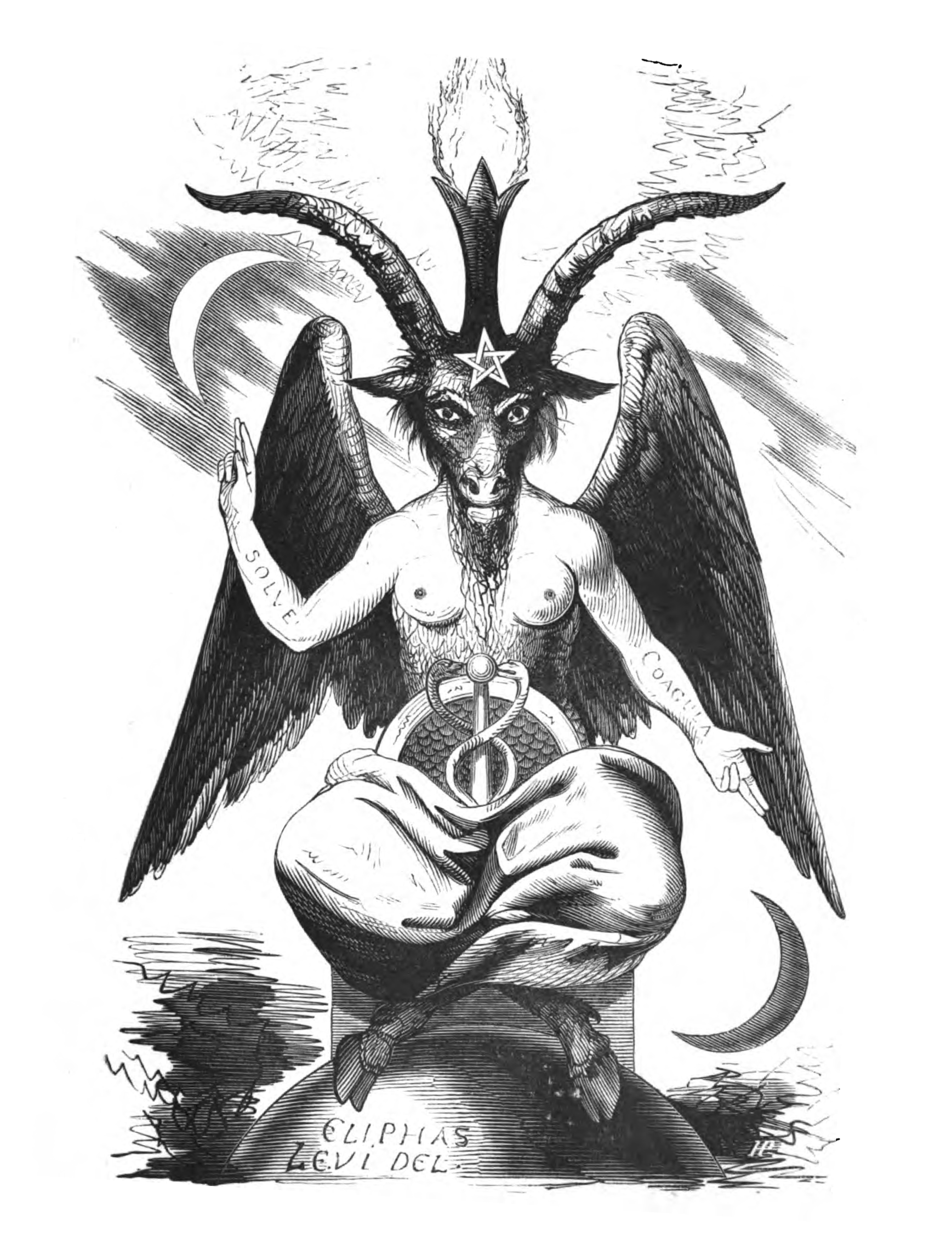
A Igreja Católica acusou a Maçonaria de praticar o satanismo e adorar Baphomet.

- Que os maçons adoram Lúcifer ou Satanás, frequentemente atribui-se essas teorias as citações de Albert Pike.[20][21][22][23][24][25]
- Que a Maçonaria é ocultista por natureza e adora seus próprios deuses, como GADU o "Grande Arquiteto do Universo", ou Jahbulon, um amálgama dos deuses Jeová, Baal e Osíris.[26][27][28][29][30]
- Que a Maçonaria é anticristã, e conspira para destruir o cristianismo e anticatólica.
- Que a Maçonaria guarda o segredo da Origem do Universo, da Vida e tudo mais, revelado no Templo de Salomão e guardado até os tempos modernos.

### Cultural
- Maçons entrelaçam vários símbolos e numerologia na cultura moderna, tais como em logotipos corporativos.[31]
- Que os Estados Unidos foram fundados por maçons e entrelaçaram símbolos maçons na sociedade americana, especialmente em selos nacionais, nas ruas de Washington DC, na arquitetura, bem como no dólar..[32][33][34][35]

### Filiação
- Os membros da maçonaria fazem um pacto de sangue na cerimônia de iniciação onde também são presenciados supostos ferimentos provocados com armas brancas. Há também relatos de tiros de armas de fogo. Os templos maçons são construídos sob sigilo absoluto e com isolamento acústico para evitar que gritos e cânticos entoem para o ambiente externo da loja.
- Os membros da maçonaria são vigiados e tem suas famílias vigiadas; sigilos telefônico e postal são quebrados pela loja.
- Evitam entrar numa Igreja ou templo de adoração a Cristo e só se retiram andando de costas (nunca dar as costas ao inimigo).
- Não são aceitos pobres na maçonaria, para ser candidato é preciso ter uma ficha limpa, boa imagem e sobretudo já estabelecido socialmente e financeiramente; Tendem a ser escolhidos homens de cargos gerenciais, profissionais liberais e que exerçam funções chave na sociedade (delegados, médicos, juízes, governantes).
- Se um Maçom revelar segredos da Maçonaria, ele e seus parentes de 1º grau são perseguidos e mortos; caso haja tentativa de fuga, também serão incluídos os parentes de 2º grau. Pessoas que sabem dos segredos passam a ser perseguidas e chantageadas, há relatos de esposas e filhos que enriqueceram após a morte do marido/pai maçon que teriam supostamente feito um acordo com a loja.

### Outras
- Maçons estavam por trás da falsificação dos desembarques do Programa Apollo na Lua.[36]
- Que Jack, o Estripador foi um Maçom cujos assassinatos são semelhantes a rituais maçônicos de iniciação.[37]

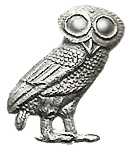
Coruja de Minerva; suposto símbolo maçônico (também considerado símbolo da bruxaria) que a Maçonaria é acusada de adorar.

- Que o KKK,[38] o Skull and Bones,[14] o Clube de Bilderberg, e outras organizações[39] estão intimamente ligadas à Maçonaria.
- Que os ataques de 11 de Setembro foram astrológicos por natureza, como parte de uma guerra oculta entre a Maçonaria (como descendentes dos cavaleiros templários) e o Islã.[40]
- O presidente dos Estados Unidos, Harry Truman sendo do 32º do Rito Escocês Antigo e Aceito, foi acusado de ter cometido um crime de guerra, por força da maçonaria para bombardear Hiroshima e Nagasaki com armas atômicas, assinando o seu crime na escolha de uma cidade próxima do paralelo 33º. O número 33 é parte de uma numerologia maçônica comum. Em outubro do mesmo ano foi eleito para o grau 33.[41]  Outras fontes acrescentaram que o fato das duas cidades serem as mais populosas por cristãos no Japão "provam" que o cristianismo é um inimigo da Maçonaria.[42]

## Alegações de infiltração maçônicas

### Na Igreja Católica
Pier Carpi, em seu livro As profecias de João XXIII, diz que no ano 1935 o futuro Papa João XXIII, Angelo Roncalli, foi convidado para participar de uma sociedade iniciática herdeira da maçonaria com ensinamentos tipo Rosacruz a que pertenceu, no passado Louis Claude de Saint-Martin, o Conde de Cagliostro e do Conde de St. Germain. Além disso, menciona a existência de provas documentais da iniciação na Turquia de Angelo Roncalli. Jacques Duchaussoy escreveu em seu livro Mystère et Mission des Rose+Croix que Pier Carpi provocou reações de medo em alguns círculos por que na semana seguinte após a sua saída de venda, o livro foi retirado de todas as bibliotecas da França e o editor respondeu que não estava disponível na venda. O Professor Maçon Alfonso Sierra Partida explica em seu livro La Masonería Frente al Mundo Contemporáneo, que tentou publicar, em jornais da Cidade do México, uma cópia de um alegado ato administrativo de iniciação em uma Loja Maçônica, em Paris, onde é dito que Angelo Roncalli (João XXIII) e Giovanni Montini (Paulo VI) "tinham sido levados no mesmo dia para serem iniciados em agosto nos Mistérios da Maçonaria." O autor Franco Bellegrandi indica a existência de uma discussão entre os cardeais na época do Concílio Vaticano II, onde apareceu uma publicação circunstancial acusando de ilegitimidade a eleição de João XXIII, porque ele tinha sido querido pela Maçonaria, e indicando Roncalli como pertencente à Maçonaria a partir do ano da sua nunciatura na Turquia. Piers Compton, em seu livro "The Broken Cross", afirma que existe uma infiltração da Igreja Católica pelos maçons e pelos Illuminati. O Marquês de Franquerie indica em um livro que o Cardeal Pietro Gasparri tinha feito uma política perto dos círculos maçônicos e lhe delatou em vários artigos e na hierarquia católica. Algumas revistas católicas tradicionalistas indicaram estas alegações e também foram mencionadas, como por exemplo, num artigo do Journal de Genève de 1966, quando o Papa João XXIII citou uma frase de tendência maçônica.

### Nas Testemunhas de Jeová
Charles Taze Russell fundador das Testemunhas de Jeová foi acusado de pertencer a Maçonaria pelos escritores Lady Queenborough (Edith Star Miller) no seu livro "Occult Theocrasy" e Fritz Springmeier em 1990. Em seguida, foi indicado que seu túmulo com uma pirâmide com o símbolo da cruz e da coroa, é a prova da filiação maçônica.
As fontes com relação à maçonaria não colaboram com esta tese assim como fontes com relação às testemunhas. Um estudo de CESNUR (Centro Studi sulle Nuove Religioni com sede em Turim)  concluiu que a adesão da Maçonaria por Russell não foi provada.

### Nos Mórmons
Desde o início do movimento Santo dos Últimos Dias, notou-se alguma ligação entre a maçonaria e o mormonismo. A Maçonaria desempenhou um papel considerável no estabelecimento de alguns rituais e na doutrina de A Igreja de Jesus Cristo dos Santos dos Últimos Dias, e consequentemente nos rituais e doutrinas de outras igrejas que, em um momento ou em outri vieram a separar-se desta. Em 6 de abril de 1840 foi fundada a Grande Loja Maçônica de Illinois, pelo juiz e patriarca mórmon James Adams, com sede em Nauvoo. A nova Grande Loja imediatamente estabeleceu laços estreitos com a comunidade religiosa fundada por Joseph Smith Jr., profeta e presidente da Igreja Mórmon. Em pouco tempo, a cidade de Nauvoo, então sede da Igreja, teve três alojamentos maçons, além de mais dois no estado de Iowa, onde, devido à grande adesão e membros da Igreja à maçonaria, passaram a ser conhecidas como "as lojas mórmon". A loja de Nauvoo cresceu rápidamente, passando a ter cerca de 1.550 irmãos afiliados em poucos meses. O próprio profeta Joseph Smith Jr. foi iniciado como um aprendiz maçon em 15 de março de 1842. Seu pai, Joseph Smith Sr., então Patriarca da Igreja, e seu irmão, Hirum Smith, futuro Patriarca da Igreja, eram ambos maçons. O episódio de filiação do profeta Joseph Smith à maçonaria foi documentado na ata da Loja de Nauvoo nessa mesma data, onde é dito que Joseph Smith Jr. e Sidney Rigdon "foram devidamente iniciados como aprendizes maçons no mesmo dia." Os primeiros cinco presidentes da Igreja, Joseph Smith, Jr., Brigham Young, John Taylor, Wilford Woodruff e Lorenzo Snow foram todos iniciados como Maçons na Loja de Nauvoo. Alega-se que alguns ritos de A Igreja de Jesus Cristo dos Últimos Dias ajustam ou são baseados em rituais maçônicos. Joseph Smith provavelmente usou símbolos e sinais maçonicos para ilustrar passagens da ordenança (ritual) mórmon da Investidura (ou Endowment, em inglês), a fim de facilitar o aprendizado dos membros da Igreja dos ensinamentos a serem aprendidos nesse ritual. Por algum tempo, especulou-se que entre aqueles que compunham a turba que assassinou Joseph Smith e Hirum Smith, estavam proeminentes maçons não-mórmons de Illinois, alguns iniciados na Loja de Nauvoo. Essa especulação fez com que membros da Igreja Mórmon não pudessem se unir à maçonaria e maçons não pudessem batizar-se na Igreja Mórmon por muitos anos (Brigham Young, após ter discutido com o então Grão-Mestre da Loja Maçônica de Salt Lake City, teria lhe dito que nenhum mórmon seria admitido na maçonaria, fazendo com que o Grão-Mestre dissesse que nenhum maçon poderia ser mórmon). Por muitos anos, era comum interpretar que membros da Igreja Mórmon que se unissem à maçonaria uniam-se a organizações não compatíveis com a vida de um membro da Igreja. Nos anos 2000, Gordon B. Hinckley, 15º Presidente da Igreja visitou a Grande Loja de Utah e, após conversar com o Grão-Mestre, afirmou que não há problema em um mórmon ser maçom. Desde então, os maçons não mais discriminaram os mórmons que pertenciam a seu meio ou que desejassem juntar-se a eles. Nos últimos quinze anos, é cada vez mais notória a participação de mórmons na maçonaria, tanto nos Estados Unidos quanto no Brasil e em outros países lusófonos.

### Na Revolução
Há relatos que maçons se infiltraram em partidos revolucionários de esquerda no Brasil durante a Ditadura Militar e entregaram a identidade de membros. É atribuido aos maçons o vazamento de planos de ação ao DOPS e a consequente emboscada à Carlos Lacerda. Também há indícios que a Maçonaria se infiltrou em Cuba e planejou o assassinato de Fidel Castro.

### Conspiração judaico-maçônica
A expressão "conspiração judaico-maçônica" foi cunhada no famoso panfleto antissemita Os Protocolos dos Sábios de Sião publicado no começo do século XX, alegando uma conspiração judaico-maçônica para alcançar a dominação mundial. Foi usado como propaganda pelo regime nazista e do regime de Vichy que combinou em uma expressão dois princípios: o antissemitismo e a antimaçonaria.

### Nova Ordem Mundial
Em 1912, Émile Flourens, Ministro dos Negócios Estrangeiros francês, rejeitou a premissa da criação da Liga das Nações e do Tribunal Permanente de Justiça Internacional, em um livro, indicando a influência maçônica para criar um governo mundial, a justiça global e uma religião em uma Nova Ordem Mundial onde o papado seria excluído. Ele expressou a suposição de que os círculos maçons queriam eliminar o direito à autodeterminação dos povos e substituí-lo com o direito internacional.
Hoje, Gary H. Kah considera que a Maçonaria é a força que organiza a agenda para a Nova Ordem Mundial com um governo único mundial.

### Supostos símbolos secretos maçônicos em ruas e monumentos

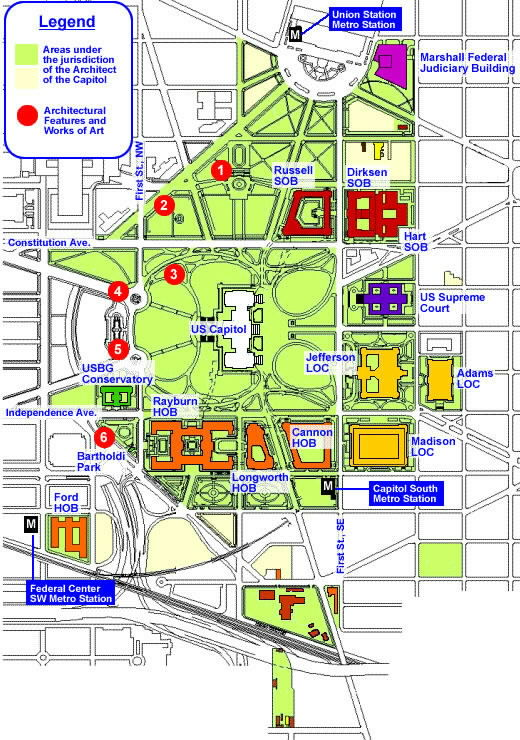
Mapa do complexo dos terrenos do Capitólio, com a coruja no topo da pirâmide formada pelas ruas ao redor do Capitólio

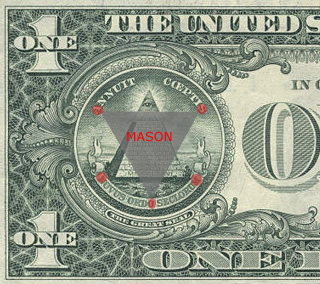
"Mason", 1 dólar dos Estados Unidos

- No geral: Albert Pike afirma que os obeliscos representam o pênis do deus egípcio Osíris, na mística Maçônica.[60]
- Washington: Vistas de cima ou através de um mapa, algumas ruas de Washington DC desenham um pentagrama invertido com a Casa Branca e uma pirâmide com uma coruja acima do Capitólio dos EUA, o que resultou em várias teorias[61][62] acusando os maçons de relações com o satanismo.[63][64] Fontes com conexão com os maçons corroboram que havia uma ligação entre ela e o simbólico urbanismo da cidade.[65][66]
- Sandusky, Ohio: A cidade de Sandusky, no estado de Ohio tem as ruas em forma de esquadro e compasso relacionados com a Maçonaria.[67][68]
- Aeroporto de Denver: No  Aeroporto Internacional de Denver existem símbolos maçônicos e gárgulas, conforme apontam por vários teóricos de conspiração,[69][70] segundo o livro de Alex Christopher[71] sobre o assunto.
- Paris: Dominique Setzepfandt afirma em seus livros que em vários monumentos inspiração maçônica e imitação da arquitetura religiosa utilizando a geometria sagrada na cidade de Paris, como na pirâmide do Museu de Louvre.[72]
- Bruxelas: Os livros de Paul de Saint-Hilaire[73] e de Adolphe Cordier[74] indicam um caráter urbanístico maçônico em vários locais da cidade belga de Bruxelas, o que foi criticado por Jean van Win, autor belga sobre a maçonaria.[75]
- Barcelona: O peixe dourado de Frank Gehry no Porto Olímpico de Barcelona foi identificado como parte do simbolismo hermético. De fato tem sido sugerido que a loja maçônica de Barcelona poderia estar por trás da construção do Porto Olímpico.[76]

Vários autores
, por exemplo David Icke, sugerem que as empresas utilizam um simbolismo e numerologia maçônicas discreta ou secretamente em seus logotipos. A bandeira da Organização das Nações Unidas contem 33 segmentos, o número de graus no Rito Escocês Antigo e Aceito.